# Gérard Klein
Gérard Klein - care a publicat și sub pseudonimele literare François Pagery și Gilles d'Argyre - (n. 27 mai 1937, Neuilly-sur-Seine, Franța) este un scriitor francez de literatură științifico-fantastică, care are o pregătire de bază în  sociologie. 
Klein este editorul colecțiilor prestigioase de literatură științifico-fantastică Ailleurs et Demain și Livre de Poche.

## Biografie
După terminarea studiilor de psihologie socială și de economie, Klein a lucrat la SEDES, o societate de studii economice. A publicat mai multe romane la Fleuve noir sub pseudonimul Gilles d'Argyre, printre care Saga familiei d'Argyre (1960-1964), o trilogie din care al doilea volum, Corăbiile solare, este cel mai faimos.
Klein conduce colecția Ailleurs et demain a editurii Robert Laffont, considerată cea mai prestigioasă colecție de science-fiction din Franța. De asemenea, conduce colecția science-fiction de la Livre de Poche. Împreună cu Jacques Goimard și Demètre Ioakimidis, a coordonat între 1974 și 1985 La Grande Anthologie de la science-fiction.

## Scurtă caracterizare a operei sale
Gérard Klein este unul dintre acei scriitori contemporani intens preocupați de soarta omenirii care au ales "vehicolul" literaturii de science fiction pentru a ridica problemele posibile, a semnala tendințele majore și a avertiza asupra pericolelor ridicate de tehnologie și de societatea umană însăși în mersul acesteia înainte. 
Două dintre operele sale sunt cu totul remarcabile sintetizând preocupările sale permanente.  Una este Les Seigneurs de la guerre (Seniorii războiului), iar cealaltă este Les virus ne parlent pas (Virușii nu vorbesc). 

### „Seniorii războiului”
Seniorii războiului este o frescă o societății omenești din cele mai vechi timpuri până într-un viitor greu de prevăzut azi, analizată complex și extrem de original din multiple puncte de vedere, filozofic, istoric, religios, cultural și tehnologic din perspectiva aparent cinică, dar extrem de pragmatică a unui personaj, din viitorul nostru îndepărtat, călător cvasi-instantaneu în spațiu și timp, în ambele sale direcții. 
Acest bărbat (având un nume foarte neutru,  Georges Corson) este un războinic de "profesie", dar în același timp este un personaj foarte educat, având nu numai cunoștințe extrem de vaste și eficiente (în special de natură militară și de supraviețuire în orice situație și timp) din toate epocile omenirii, dar și un foarte solid bagaj cultural și comportamental.  Unicul scop (aparent) al personajului principal este de a interveni minimum minimorum, oriunde în timp și spațiu unde este nevoie, pentru a salva războiul, care este - conform concepției sale și a societății din care provine - singura modalitate de avansare a omenirii în viitor și de perpetuare a acesteia.

### "Virușii nu vorbesc"
În această povestire, care ar putea fi considerată una de tip "creaționist", ideea generică este extrem de novatoare.  Specia umană, în acest caz, este o creație a virușilor, care au găsit această modalitate de progres, similară cu aceleia în care oamenii au creat în istoria modernă computerele, pentru a spori eficiența lor funcțională.  
Această povestire prefigurează un roman creaționist, scris de Richard Dawkins, The Selfish Gene (Gena egoistă).  Ideea generică și subiectul sunt similare cu ale povestirii lui Gérard Klein, de data aceasta oamenii sunt creația genelor însăși, care au găsit o modalitate eficientă și sigură de evoluție și progres în evoluția oamenilor atât ca indivizi cât și ca specie. 
Aidoma ca și în cazul altor romane creaționiste celebre, așa cum ar fi cele ale cunoscuților Karel Čapek, Război cu salamandrele, și Isaac Asimov, seria romanelor "robotice", rezultatul creației, în cazul lui Gérard Klein, omenirea însăși, depășește toate așteptările creatorilor, scăpând (sau, mai exact, încercând să scape) de creator(i) atunci când decide să declare "război total" tuturor virușilor (vedeți și Golem).

### Saga familiei d'Argyre- sub pseudonimulGilles d'Argyre
- Chirurgien d'une planète, 1960 - Fleuve Noir, colecția "Anticipation" nr. 165, revizuit și reeditat sub titlul Le rêve des forets 1987 la J'AI LU, colecția "Science-Fiction", nr. 2154;

ro. Chirurgii planetari - editura Tinerama 1993, traducere Radu Gârbacea
- Les voiliers du soleil, 1961 - Fleuve Noir, colecția "Anticipation" nr. 172,, revizuit și reeditat în 1987 la J'AI LU, colecția "Science-Fiction", nr. 2247;

ro. Corăbiile solare - editura Antet, traducere Oana Popuțoaia
- Le long voyage 1964 - Fleuve Noir, colecția "Anticipation" nr. 243, revizuit și reeditat în 1988 la J'AI LU, colecția "Science-Fiction", nr. 2324;

ro. Călătoria cea lungă - editura Antet, traducere Claudiu Constantinescu

### Romane
- Embûches dans l'espace, 1958 - sub pseudonimul François Pagery, scris împreună cu Richard Chomet și Patrice Rondard, Gallimard, colecția "Le Rayon Fantastique";
- Le Gambit des étoiles, 1958 - Gallimard, colecția "Le Rayon Fantastique";

ro. Gambitul stelelor - editura Nemira 1994, traducere Ștefan Ghidoveanu
- Le Temps n'a pas d'odeur, 1963 - Denoël, colecția "Présence du futur" nr. 63;

ro. Timpul nu are miros - editura Antet 2009
- Les tueurs de temps, 1965 - sub pseudonimul Gilles d'Argyre, Fleuve Noir, colecția "Anticipation" nr. 263;

ro. Ucigașii de timp - editura Nemira 1999
- Le Sceptre du hasard, 1968 - sub pseudonimul Gilles d'Argyre, Fleuve Noir, colecția "Anticipation" nr. 357;

ro. Sceptrul hazardului - editura Nemira 1993, traducere Vlad T. Popescu
- Les Seigneurs de la guerre, 1971 - Robert Laffont, colecția "'Ailleurs et Demain"

ro. Seniorii războiului - editura Albatros 1975, editura Nemira 1992 (ambele ediții prezintă traducerea lui Vladimir Colin), editura Pro Editură și Tipografie 2008

### Culegeri de povestiri
- Les Perles du temp, 1958 - Denoël, colecția "Présence du futur" nr. 27;
  - Perlele timpului[13]
- Un Chant de pierre, 1966 - Éric Losfeld;
  - Un cântec de piatră[13]
- La Loi du talion, 1973 - Robert Laffont, colecția "'Ailleurs et Demain";

ro. Legea talionului - editura Lucman, traducere Vladimir Colin și Ștefan Ghidoveanu
- Histoire comme si..., 1985 - Union Générale d'Editions, 10/18, nr. 924;

ro. Povestiri de parcă ar fi... - Fahrenheit 1996, traducere Angela Cismaș
- Le Livre d'or de la science-fiction: Gérard Klein, 1979 - antologie prezentată de Michel Jeury, Presses Pocket, nr. 5056;

### Antologii existente doar în limba română
- Planeta cu șapte măști - editura Albatros 1973

## Vezi și
- Listă de scriitori francezi de literatură științifico-fantastică